# SAGITTA (Drohne)
Das Test- und Forschungsflugzeug Sagitta (lateinisch sagitta ‚Pfeil‘) von Airbus Defence and Space ist ein unbemannter fliegender Versuchsträger, der im Rahmen der Open Innovation Initiative von Airbus zusammen mit deutschen akademischen Partnern entwickelt wurde.

## Geschichte
Ziel des Open Innovation Programs Sagitta ist die Förderung des kontinuierlichen Austausch von Industrie und Forschungseinrichtungen im Bereich von Technologien für unbemannte Luftfahrzeuge. Im Ende 2010 gestarteten Forschungsprogramm wurden bei den akademischen Partnern an der TU Chemnitz und TU München, der Universität der Bundeswehr München, der Technischen Hochschule Ingolstadt und beim Deutschen Zentrum für Luft- und Raumfahrt (DLR) in Braunschweig und Oberpfaffenhofen Doktorarbeiten zu diversen Themen gestartet. Parallel entwickelten alle Partner gemeinsam den unbemannten Versuchsträger Sagitta zur Demonstration von Technologien aus dem Forschungsprogramm. Der Erstflug fand am 5. Juli 2017 auf dem Overberg Test Range in Südafrika statt.

## Entwicklung
Einzelne Systeme und Komponenten wurden bei den Kooperationspartnern entwickelt und gefertigt. Die finale Integration und der Test des Gesamtsystems fand im militärischen Luftfahrtzentrum von Airbus im bayerischen Manching statt.

## Konstruktion
Das unbemannte Fluggerät hat eine Spannweite und Länge von jeweils rund 3,00 m bei einem Gewicht von maximal 150 kg. Es ist mit zwei BF-300F-Strahltriebwerken von BF Turbines mit je 300 N Schub ausgestattet. Es bietet Raum für diverse Experimente aus dem Forschungsprogramm.
Die Höhen-, Querruder und Seitenruder werden elektrisch per Aktuatoren (Fly-by-wire) betätigt; das Fahrwerk wird ebenfalls elektrisch eingefahren. Das Flugsteuerungssystem besteht aus einem Flugsteuerungscomputer, der Navigation (differential GPS in Kombination mit einer Trägheitsplattform) und der Luftdaten-Aufbereitung. Für die Missionsaufgaben wurde ein Missionscomputer integriert. Die Überwachung des Fluges und der Mission erfolgt durch eine Bodenstation.
Das Luftfahrzeug kommuniziert per Funkverbindung. Die Durchführung des Fluges erfolgt vollautomatisch.